# Pugó verd dels cítrics
El pugó verd dels cítrics (Aphis spiraecola) és una espècie polífaga d'hemípter esternorrinc de la família Aphididae que s'alimenta de la saba de rosàcies, solanàcies, brassicàcies, asteràcies, apiàcies i rutàcies (cítrics). A més, està documentat que és el vector de 17 virus vegetals.
El mot aphis és una paraula llatina que significa poll.; i spiraecola és mot compost per spirae (espiral, enrotllament) i colere (viure). A causa de l'enrotllament de les fulles que produeixen les colònies.

## Morfologia
L'adulta àptera mesura entre 1,2 i 2,2 mm. Pugó de color que varia del verd groguenc al verd. Les antenes mesuren aproximadament la meitat que el seu cos. Els sifons tenen forma de fus i la cauda és digitiforme, ambdues són fosques, i amb més de 7 sedes. El seu abdomen s'eixampla en el terç posterior. En ser de color clar, s'observen, per transparència, els ulls de les nimfes en formació, situades a l'interior del seu abdomen. La adulta alada mesura 1,75mm. És un pugó la coloració varia del verd groguenc al verd poma. Posseeix cap, antenes, tòrax i coxes fosques. Les antenes són més curtes que el cos. En els laterals del cos se li poden manifestar unes taques fosques. Les colònies deformen les fulles que piquen i les s'enrotllen, d'aquesta manera queden protegits.

## Ecologia
D'origen oriental i naturalitzat a Amèrica del Nord, es va expandir al segle XX per gran part del món. A la Mediterrània, tot i que introduït anys abans, va ser a partir de 1960 quan va començar a predominar en cítrics. En el seu lloc d'origen es reprodueix de manera holocíclica (amb reproducció sexual), però a la conca Mediterrània és anholocíclic (només té reproducció asexual). Té una distribució mundial, excepte a les zones fredes.
Cada femella àptera pot arribar a donar lloc una seixantena de nimfes que va dipositant a les fulles dels brots tendres, principalment des del començament de la primavera. Les femelles alades produeixen un menor nombre de descendents. En condicions d'alta temperatura i presència de teixits nous, la reproducció dels àfids és molt ràpida formant colònies denses en poques setmanes. Aquesta població augmenta amb el desenvolupament dels brots, els que creixen molt deformats. Quan la població és molt alta, comencen a aparèixer individus alats que migren cap a altres plantes. Durant l'estiu disminueix el seu nombre a mesura que es deté la brotada.
A la seua zona original té com a hoste hivernal a espècies vegetals de gènere Spiraea i entre els hostes secundaris es troben els cítrics. Ara per ara, pareix que ha augmentat la seua preferència als cítrics.
Aquesta espècie de pugó succiona la saba d'òrgans en creixement, i se situa en el revers de les fulles. Té una relació mutualista mirmecofílica, és fàcil observar formigues alimentant-se de la mel de melada secretada pels pugons, les quals a canvi protegeixen les colònies, i la que cau impregna les fulles on es desenvolupa la negreta.

## Mostreig i llindar de tractament

### Mostreig
Ha de realitzar-se setmanalment o quinzenalment durant la brotada de primavera en les parcel·les de clementiners. Per a determinar el llindar de tractament es col·loquen dos cèrcols de 0,25 m² (56 cm de diàmetre) sobre la superfície de la capçada de l'arbre i es determina el percentatge de brots atacats per pugons.

### Llindar de tractament
Es recomana realitzar tractaments quan el 25% de brots estan atacats.

## Simptomatologia i danys
A. spiraecola és capaç de transmetre el virus de la tristesa; encara que la seua eficàcia com a vector de la tristesa no és molt alta, les seues elevades poblacions en cítrics suggereixen que probablement tinga un cert paper en la difusió de la malaltia. Produeix greus danys en els cítrics: deforma i s'enrotlla les fulles de l'àpex cap al pecíol i del feix cap al revés. Els brots atacats interrompen el seu creixement.
Ocasiona danys de consideració en tarongers i mandariners i de menor intensitat en llimonera, encara que els clementiners són els més sensibles als atacs del pugó verd dels cítrics, especialment quan es realitzen podes severes.

## Gestió agronòmica

### Control biològic
Hi ha un alt i divers nombre d'enemics naturals que ataquen als pugons en els cítrics. Els camps amb cobertura vegetal presenten una abundant fauna auxiliar, en aquest cas els depredadors tenen un paper més important, gràcies a la qual durant la major part de l'any i en qualsevol hoste, impedeixen que la població de pugó esdevinga en plaga. No obstant això, en la majoria dels casos no són capaços de controlar quan els pugons afecten els clementiners, ja que la població en determinades èpoques de l'any s'eleva d'una manera explosiva, mentre que els enemics naturals no són capaços de fer front a aquest increment de població de forma tan ràpida.
Entre els depredadors destaquen els coccinèl·lids del gènere Scymnus. Dins d'aquest gènere existeixen diverses espècies morfològicament molt similars: Scymnus interruptus i S. subvillosus, i en menor grau Propylea quatuordecimpunctata o Adalia bipunctata. També és molt comú observar larves del neuròpter crisòpid Chrysoperla carnea i de dípters com el cecidòmid Aphidoletes aphidimyza i de sírfids, com Episyrphus balteatus, sobre les colònies de pugons dels cítrics. Quan es donen condicions adequades també es pot observar l'acció de fongs entomopatògens.

### Control cultural
Col·locar paranys cromotròpics grocs. Els paranys engomats grocs i les safates grogues amb aigua són atraients de les formes alades, la qual cosa ajuda en la detecció de les primeres infestacions de la plaga.
Actualment, es promou l'ús de cobertes vegetals, la sembra de poàcies entre línies pot ser clau per a millorar la gestió de pugons. Aquesta coberta vegetal anticipada l'arribada dels depredadors en els camps de clementiners. Aquesta estratègia de control biològic per conservació, persegueix aportar preses alternatives per als enemics naturals de les diverses espècies de pugons en moments molt primerencs de l'any i abans que es produïsca la brotada del cultiu. Les espècies de pugons associades a la coberta vegetal, són específiques de les poàcies per la qual cosa no colonitzen mai el cultiu de cítrics però sí són plantes hoste d'altres espècies de pugó que comparteixen depredadors i parasitoides amb el pugó verd dels cítrics, especialment poàcies com ara Festuca sp.

### Control químic
Si se sobrepassa el llindar de tractament es recomana realitzar el tractament insecticida a les 24 hores. Realitzar-ho mullant només la part externa de l'arbre, deixant l'interior sense tractar perquè servisca de reservori als enemics naturals presents, a excepció dels anys en què s'haja realitzat una poda intensa.
Les matèries actives recomanades per al control químic de pugons són:
| Classificació del mode d'acció (IRAC) | Matèria activa  | Termini de seguretat (dies) |
| UNM                                   | Oli de parafina | -                           |
| 7C                                    | Piriproxifèn    | 30                          |
| 23                                    | Spirotetramat   | 14                          |
| 4A                                    | Acetamiprid     | 14                          |
| 4C                                    | Sulfoxaflor     | 7                           |
| 21                                    | Piridabèn       | 15                          |
| 29                                    | Flonicamida     | 60                          |
| 3A                                    | Tau-fluvalinat  | 21                          |
| 3A                                    | Deltametrina    | 30                          |

La classificació pel mode d'acció (IRAC) emprada per a cada producte pretén visualitzar les diferents maneres d'acció en els quals basar les rotacions per al maneig de les resistències.
En agricultura ecològica es poden utilitzar diverses matèries actives per a exerceix un control de les poblacions de pugó com són azadiractina, olis de parafina i finalment les sals potàssiques d'àcids grassos vegetals per a evitar l'aparició de la negreta.